# Bastards y diablos
Bastards y diablos es una película de carretera y drama coproducido entre Colombia y Estados Unidos de 2015 dirigida por A.D. Freese y protagonizada por Andrew Pérez, Dillon Porter, Juanita Arias, Sebastián Eslava y JB Blanc. La película obtuvo varios galardones en los festivales de Ashland y Durango y una nominación en el Festival de Cine de Los Ángeles.

## Sinopsis
Dion y Ed son dos hermanos y ciudadanos americanos que terminan uniéndose nuevamente debido al fallecimiento de su padre, quien era colombiano. Ambos viajan a Bogotá para conocer el testamento de su padre, y se dan cuenta de que deberán seguir viajando por el país cafetero con el fin de encontrar el mejor lugar para sus cenizas. En ese momento ambos hermanos empiezan un viaje que cambiará sus vidas y los acercará para la consecución de un objetivo común.

## Reparto
- Andrew Pérez es Ed Rojas.
- Dillon Porter es Dion Rojas.
- Sebastián Eslava es Gabriel.
- Juanita Arias es Bruni.
- Constanza Marek es Constanza.
- Rubén Arciniegas es Jairo.

## Recepción
André Didyme de la revista Rolling Stone Colombia le dio dos estrellas sobre cuatro posibles, argumentando: "Está colmada de los erroees característicos de las películas universitarias, sin embargo, el espíritu juvenil, lleno de pasión e ingenuidad, sale a flote".